# Maytenus samydiformis
Maytenus samydiformis är en benvedsväxtart som beskrevs av Reiss. Maytenus samydiformis ingår i släktet Maytenus och familjen Celastraceae. Inga underarter finns listade.